# Ка Делкоста (Болоња)
Ка Делкоста је насеље у Италији у округу Болоња, региону Емилија-Ромања.
Према процени из 2011. у насељу је живело 29 становника. Насеље се налази на надморској висини од 591 м.